# Tom Goreau
Thomas J. „Tom“ Goreau (* unbekannt auf Jamaika) ist ein Biochemiker und Meeresbiologe. Er ist der Sohn von Thomas F. Goreau und Nora I. Goreau.
Nach dem Studium auf Jamaika arbeitete er als Doktor für planetare Physik am Massachusetts Institute of Technology, in der planetarischen Astronomie am California Institute of Technology und im Bereich der Biochemie an der Harvard University. Mit seinen Eltern erforschte er die Korallenriffe Jamaikas. Noch heute lässt ihn diese Arbeit nicht los. Er erforscht die Einflüsse der globalen Erwärmung, die Verschmutzung der Meere und neue Krankheiten in den Riffen der Karibik und der Weltmeere. Seine gegenwärtige Arbeit konzentriert sich auf die Wiederherstellung kranker oder abgestorbener Korallenriffe. Dabei gilt sein besonderes Augenmerk dem Biotop des Korallenriffs in seiner Funktion als Brutstätte für die Meeresbewohner. Er arbeitet weiterhin am Küstenschutz durch künstliche Korallenriffe. Er war einer der führenden Wissenschaftler im United Nations Centre for Science and Technology for Development. Er war ein enger Freund des verstorbenen Wolf Hilbertz, mit dem er gemeinsam an der Weiterentwicklung der Biorock-Technologie gearbeitet hat. Zurzeit ist er Präsident der Global Coral Reef Alliance.